# Castel di Sangro Calcio 2001-2002
Questa voce raccoglie le informazioni riguardanti il Castel di Sangro Calcio nelle competizioni ufficiali della stagione 2001-2002.

## Stagione
Nella stagione 2001-2002 il Castel di Sangro disputa il girone B del campionato di Serie C1, raccoglie 39 punti con il 14º posto, ma retrocede in Serie C2, per aver perso il Playout contro il Sora, che in campionato aveva raccolto dieci punti in meno dei giallorossi, ma che nella gara di andata dei Playout il 19 maggio ha vinto (1-0) e poi pareggiato (0-0) nel ritorno al Patini. Nella Coppa Italia di Serie C il Castel di Sangro ha disputato il girone N di qualificazione, che ha promosso ai sedicesimi di finale il Chieti ed il Lanciano.

## Organigramma societario
Area direttiva
- Presidente: on. Simone Gargano
- Ammin. delegato: Alberto Gargano
- General manafer: dott. Giuseppe Tambone
- Team manager: Nicola Buzzelli
- Segretario: Maurizio D'Angelo

Area tecnica
- Allenatore: Francesco Paolo Specchia
- Preparatore atletico: Francesco Francardi
- Massaggiatore: Angelo Petrarca

## Risultati

### Campionato

#### Girone di andata
| Arbitro: | Ferraro (Crotone) |

|                                    |           |  |
| Di Meo 42’ Bonfiglio 46’ Ionni 65’ | Marcatori |  |

| Arbitro: | Valensin (Milano) |

|              |           |  |
| A. Conti 47’ | Marcatori |  |

| Arbitro: | Liberti (Genova) |

|                               |           |               |
| Riganò 56’ (rig.) Minauda 81’ | Marcatori | 90+5’ Galuppi |

| Arbitro: | Lambertini (Bologna) |

|             |           |                                |
| Mancino 54’ | Marcatori | 24’ (rig.) Elia 85’ Boccaccini |

| Arbitro: | Ponzalli (Firenze) |

|  |           |            |
|  | Marcatori | 12’ Tacchi |

| Arbitro: | M. Mazzoleni (Bergamo) |

|             |           |  |
| Sapanis 54’ | Marcatori |  |

| Arbitro: | D'Aguanno (Marsala) |

|             |           |  |
| M. Sala 54’ | Marcatori |  |

| Arbitro: | Zambon (Padova) |

|          |           |  |
| Lemme 6’ | Marcatori |  |

| Arbitro: | Capozzi (Vicenza) |

|                    |           |  |
| M. Sala 70’ (rig.) | Marcatori |  |

| Arbitro: | Giachero (Pinerolo) |

|                |           |  |
| Chiavaroli 88’ | Marcatori |  |

| Castel di Sangro 11 novembre 2001 11ª giornata | Castel di Sangro  | 0 – 0 referto | Vis Pesaro | Stadio Teofilo Patini (549 spett.)\| Arbitro: \| Latella (Potenza) \| |
| Arbitro:                                       | Latella (Potenza) |               |            |                                                                       |

| Arbitro: | Belloli (Bergamo) |

|               |           |  |
| Di Corcia 89’ | Marcatori |  |

| Arbitro: | Nappi (Napoli) |

|          |           |             |
| Frau 35’ | Marcatori | 63’ Galuppi |

| Arbitro: | Capozzi (Vicenza) |

|                         |           |  |
| Moretti 57’ M. Sala 80’ | Marcatori |  |

| Arbitro: | Giannoccaro (Lecce) |

|                           |           |  |
| Puccinelli 17’ Fanesi 58’ | Marcatori |  |

| Arbitro: | Ioseffi (Siena) |

|                  |           |             |
| Baldini 55’, 71’ | Marcatori | 82’ Cicconi |

| Arbitro: | Pantana (Macerata) |

|                |           |             |
| Belmonte 90+2’ | Marcatori | 90+1’ Cangi |

#### Girone di ritorno
| Arbitro: | Squillace (Catanzaro) |

|  |           |                                                 |
|  | Marcatori | 12’ (rig.) G. Fontana 18’ Bruno 90’ Monticciolo |

| Giulianova 13 gennaio 2002 19ª giornata | Giulianova        | 0 – 0 referto | Castel di Sangro | Stadio Rubens Fadini (2 713 spett.)\| Arbitro: \| Tonolini (Milano) \| |
| Arbitro:                                | Tonolini (Milano) |               |                  |                                                                        |

| Arbitro: | M. Mazzoleni (Bergamo) |

|                |           |                        |
| D. Moretti 71’ | Marcatori | 39’ Triuzzi 57’ Riganò |

| Arbitro: | Cigalotti (Milano) |

|           |           |                           |
| Abate 46’ | Marcatori | 9’ De Palma 49’ Di Napoli |

| Arbitro: | Mariuzzo (Venezia) |

|                            |           |  |
| Biancolino 52’ (rig.), 56’ | Marcatori |  |

| Arbitro: | Banti (Livorno) |

|                      |           |                         |
| Pinamonte 79’ (rig.) | Marcatori | 43’ (rig.) Karasavvidis |

| Arbitro: | Finazzi (Torino) |

|                                              |           |               |
| Gorzegno 6’ Udassi 48’ (rig.), 70’ Cossu 62’ | Marcatori | 10’ Di Napoli |

| Arbitro: | De Marco (Chiavari) |

|              |           |  |
| De Palma 38’ | Marcatori |  |

| Arbitro: | Ponzalli (Firenze) |

|                                                  |           |                                             |
| Maggiolini 32’ R. Manca 52’ (rig.) Gentilini 63’ | Marcatori | 27’ Di Napoli 77’ Pignotti 90+4’ D. Moretti |

| Arbitro: | P.C. Rossi (Forlì) |

|             |           |  |
| M. Sala 38’ | Marcatori |  |

| Pesaro 24 marzo 2002 28ª giornata | Vis Pesaro          | 0 – 0 referto | Castel di Sangro | Stadio Tonino Benelli (1 175 spett.)\| Arbitro: \| Tagliavento (Terni) \| |
| Arbitro:                          | Tagliavento (Terni) |               |                  |                                                                           |

| Castel di Sangro 30 marzo 2002 29ª giornata | Castel di Sangro  | 0 – 0 referto | L'Aquila | Stadio Teofilo Patini (1 361 spett.)\| Arbitro: \| Tonolini (Milano) \| |
| Arbitro:                                    | Tonolini (Milano) |               |          |                                                                         |

| Arbitro: | Giammillaro (Messina) |

|                    |           |  |
| Pinamonte 61’, 65’ | Marcatori |  |

| Arbitro: | Brighi (Cesena) |

|                                  |           |  |
| Mortari 3’ (rig.) Capparella 75’ | Marcatori |  |

| Castel di Sangro 21 aprile 2002 32ª giornata | Castel di Sangro   | 0 – 0 referto | Pescara | Stadio Teofilo Patini (1 082 spett.)\| Arbitro: \| Mariuzzo (Venezia) \| |
| Arbitro:                                     | Mariuzzo (Venezia) |               |         |                                                                          |

| Arbitro: | De Marco (Chiavari) |

|                      |           |             |
| E. Baggio 45+3’, 70’ | Marcatori | 73’ M. Sala |

| Arbitro: | Niccolai (Livorno) |

|                                 |           |  |
| Pinamonte 14’, 70’ Di Palma 73’ | Marcatori |  |

### Play-out
| Arbitro: | Bergonzi (Genova) |

|              |           |  |
| Zoboli 90+1’ | Marcatori |  |

| Castel di Sangro 26 maggio 2002 Ritorno | Castel di Sangro  | 0 – 0 referto | Sora | Stadio Teofilo Patini (3 500 spett.)\| Arbitro: \| Tonolini (Milano) \| |
| Arbitro:                                | Tonolini (Milano) |               |      |                                                                         |

### Coppa Italia di Serie C

#### Girone N
| Arbitro: | Latella (Potenza) |

|                               |           |              |
| Ciotti 1’ A. Conti 32’ (rig.) | Marcatori | 25’ Sparacio |

| Arbitro: | Di Renzo (Ostia Lido) |

|                                 |           |                   |
| Villanueva 8’, 63’ Procopio 68’ | Marcatori | 45’, 57’ A. Conti |

| Arbitro: | C. Rubino (Salerno) |

|                                    |           |  |
| Colella 1’ A. Conti 10’ Ciotti 75’ | Marcatori |  |

| Arbitro: | Rossi (Forlì) |

|                            |           |  |
| Ranalli 42’ (rig.) Cau 83’ | Marcatori |  |

| 29 agosto 2001 5ª giornata |  | – Turno di riposo Castel di Sangro |  |  |